# Giuliano Biagetti
Giuliano Biagetti (* 12. April 1925 in La Spezia; † 29. März 1998 in Rom) war ein italienischer Filmregisseur und Drehbuchautor.

## Leben
Biagetti studierte an den Universitäten in Pisa und Florenz zunächst Medizin und gründete dabei das Studentenensemble La brigata dei Dottori, mit und für die er komische Grotesken schrieb und aufführte. Z1950 übersiedelte er nach Rom, wo er einige Dokumentarfilme fertigte und in verschiedenen kleinen Funktionen an Spielfilmen beteiligt war; seine Bekanntschaft mit Roberto Rossellini ermöglichte ihm das Inszenieren seines ersten Spielfilmes Medico condotto, welchem im Folgejahr 1952 der unter schlechter Distribution leidende Ragazzi al mare folgte. Bald darauf konzentrierte er sich auf das Fernsehen und führte bei sehr zahlreichen Folgen von Carosello Regie.
1968 kehrte er mit Filmen für das Kino zurück; dabei wandte er sich nach erneuten Misserfolgen an den Kinokassen mit anspruchsvoller, auch politische Themen aufgreifenden Streifen, dem Kommerzkino zu. Hierfür benutzte er teilweise das Pseudonym Pier Giorgio Ferretti.

## Filmografie (Auswahl)
- 1952: Medico condotto
- 1953: Ragazzi al mare
- 1968: Toujours l'Amour – immer die Liebe (L'età del malessere)
- 1973: Die Knallschote der Armee (Il sergente Rompiglione)
- 1994: Sì, ma vogliamo un maschio